# Riparo Ranaldi
Il Riparo Ranaldi, noto anche come Tuppo dei sassi, è un complesso di pitture rupestri all'interno di un riparo sotto roccia naturale situato a circa 800 metri s.l.m., nella frazione Carpini, all’interno della Riserva naturale antropologica I Pisconi, nel comune italiano di Filiano.
Localmente conosciuto come “Tuppo dei Sassi”- nome originario del riparo dato da un'errata localizzazione dello stesso poiché si colloca in “Serra Pisconi”- nel 1965 venne dedicato al prof. Ranaldi come riconoscimento per l’impegno protratto nella “scoperta”.

## Storia
Il Riparo fu scoperto nel corso di ricerche condotte tra il 1962 e il 1964 dall'archeologo Francesco Ranaldi. Il Ranaldi, già interessato all’esplorazione delle aree di Atella e Valle di Vitalba, avvalorò ipotesi relative alla presenza di antichissimi insediamenti. Sotto sollecitazione di Francesco Verrastro, un abitante del luogo, dimostrò l’interesse archeologico del sito. Infatti il riparo era già conosciuto e segnalato da pastori locali.
Nel settembre del 1966 la notizia viene riportata sul “London News”. Il tutto è stato narrato nella relazione che Ranaldi produsse successivamente il ritrovamento a supporto delle indagini e per avviare un'adeguata campagna di scavi. Francesco Ranaldi comprese, quindi, l'importanza della scoperta alla quale dedicò gran parte del suo lavoro di ricerca. A lui si affiancò inizialmente Franco Biancofiore che pubblicò i primi risultati delle indagini, mirati in particolar modo alla descrizione delle raffigurazioni. Solo dopo alcuni anni la Soprintendenza per i Beni Archeologici della Basilicata, realizzò una proposta di Dichiarazione di interesse culturale al Ministero per i Beni e le Attività Culturali.
Nell’estate del 1971 è stato effettuato uno scavo dietro invito del sovrintendente alle Antichità della Basilicata, prof. Dinu Adamesteanu; protagonisti sono il prof. Ranaldi e Borzatti von Lowenstern. Lo scavo portò alla luce industria litica.
Dagli anni ’70 fino a tempi recenti diversi sono stati gli studiosi interessatisi a tale evidenza archeologica, i quali hanno prodotto e studiato varie ipotesi circa il significato e la collocazione cronologica di queste importanti evidenze artistiche.

## Campagna di scavi del 1971
Lo scavo, protrattosi nell’estate del 1971, fu effettuato a seguito di alcune ipotesi su insediamenti umani presenti nella zona limitrofa al riparo.

Esso si caratterizzò dall’apertura di una trincea profonda 4 metri e dovette essere interrotto a causa della presenza di grossi massi di arenaria la cui rimozione avrebbe causato dei pericolosi cedimenti per il sedimento soprastante. Lo scavo ha evidenziato diverse fasi di sedimentazione descritte di seguito e rappresentate in una sezione realizzata da Borzatti.

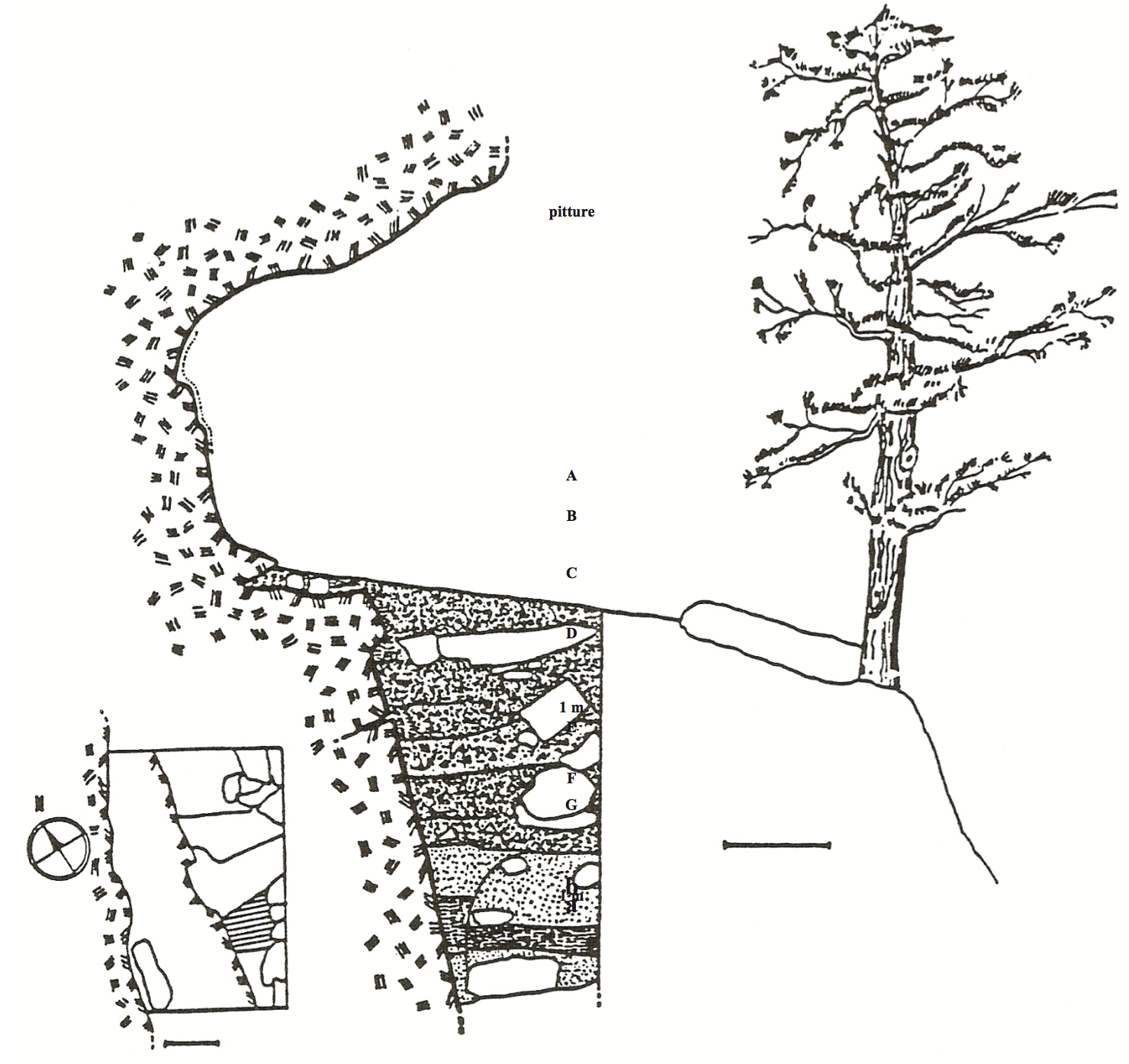
Schema della stratificazione del terreno di "Riparo Ranaldi", eseguito dal prof. Edoardo Borzatti von Lowenstern

- Strato G: sabbie bianche dovute al disfacimento termoclastico dell'arenaria;
- Strato F: argilla compatta di colore grigio azzurrino o verde, ricca di alterazioni rossastre di natura ferrica (qui l'azione delle acque è evidente);
- Strato E: sabbia grigia;
- Strato D: scarso pietrisco di origine termoclastica;
- Strato C: grossi massi di crollo e immersi in un sedimento chiaro;
- Strato B: sedimento nero con grossi pietroni;
- Strato A: terreno polveroso e ricco di pietroni.Tabella riassuntiva dell'industria litica rinvenuta durante lo scavo del prof. Borzatti von Lowenstern

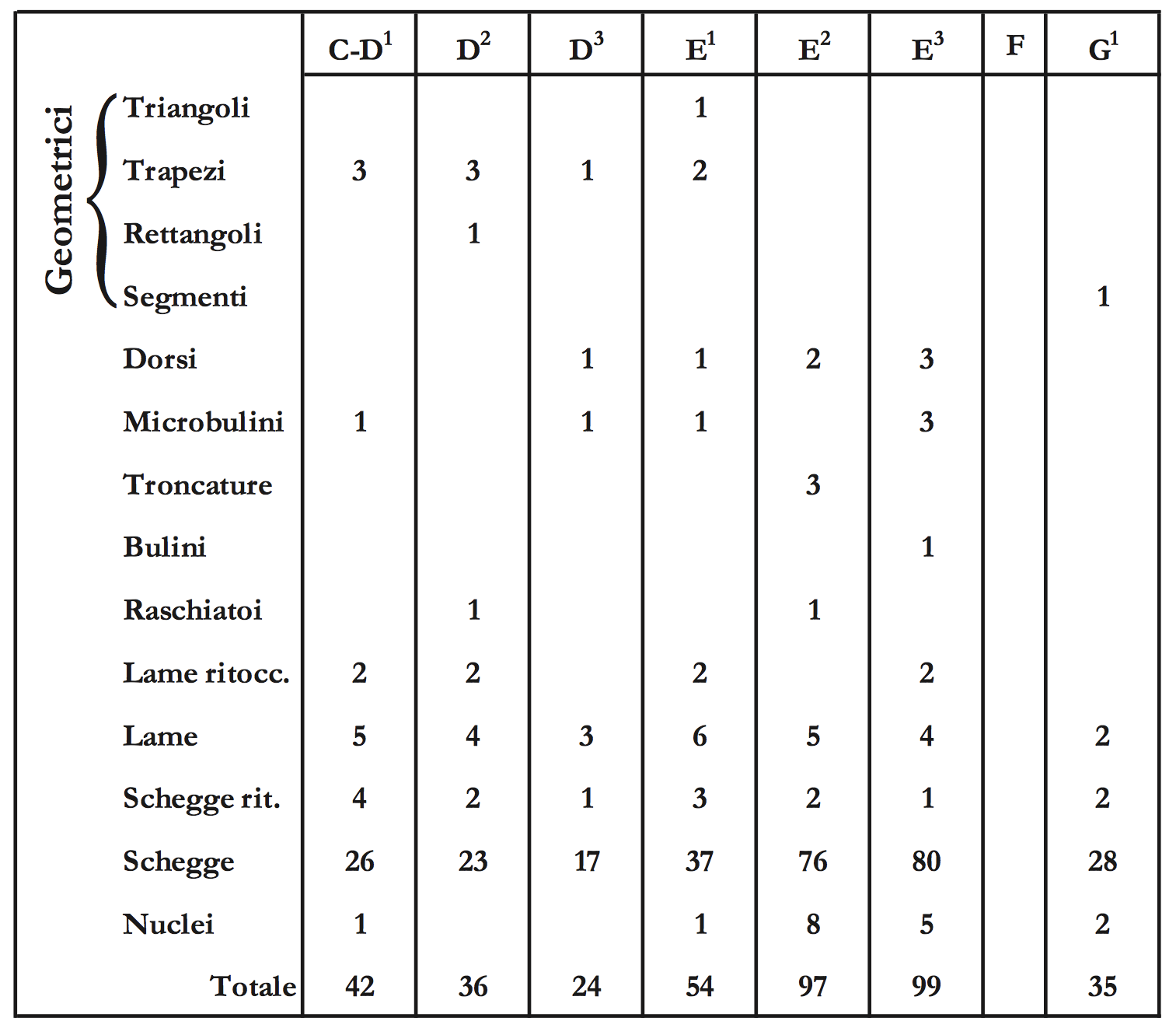
Tabella riassuntiva dell'industria litica rinvenuta durante lo scavo del prof. Borzatti von Lowenstern

Le caratteristiche geologiche degli strati testimoniano un importante cambiamento climatico avvenuto nel corso del tempo. A ciò si aggiunge la presenza di diversa industria litica (circa 300 tra strumenti e frammenti di selce). Diversamente non sono presenti resti faunistici probabilmente a causa dell’azione acida del terreno.
L'industria litica realizzata prettamente in selce chiara di scarsa qualità potrebbe appartenere alla fase Mesolitica. Borzatti, facendo alcune considerazioni, come: esasperata microlitizzazione, presenza di geometrici frequenti e assenza di ceramica ipotizzò la collocazione dell’industria a questo specifico periodo cronologico.

## Caratteristiche

### Il contesto archeologico
Il riparo presenta una forma a mezz’arco, è alto circa 6 m e caratterizzato da strati di arenaria. A causa della fragilità di questa roccia e a seguito di processi di crollo succedutisi nel tempo si è costituita una forma “aggettante” (tipica di un riparo sotto roccia) che persiste tutt’oggi e che ha permesso la frequentazione umana. Lungo la parete liscia e compatta del riparo sono presenti le maggiori evidenze pittoriche, altre tracce minori si collocano sull’antica “volta” del riparo.
Grazie alla conformazione geologica del sito e a fattori climatici favorevoli, in particolar modo la formazione di una concrezione calcarea data dalle acque meteoriche, le tracce rupestri si sono conservate fino ai giorni nostri.

### Le pitture

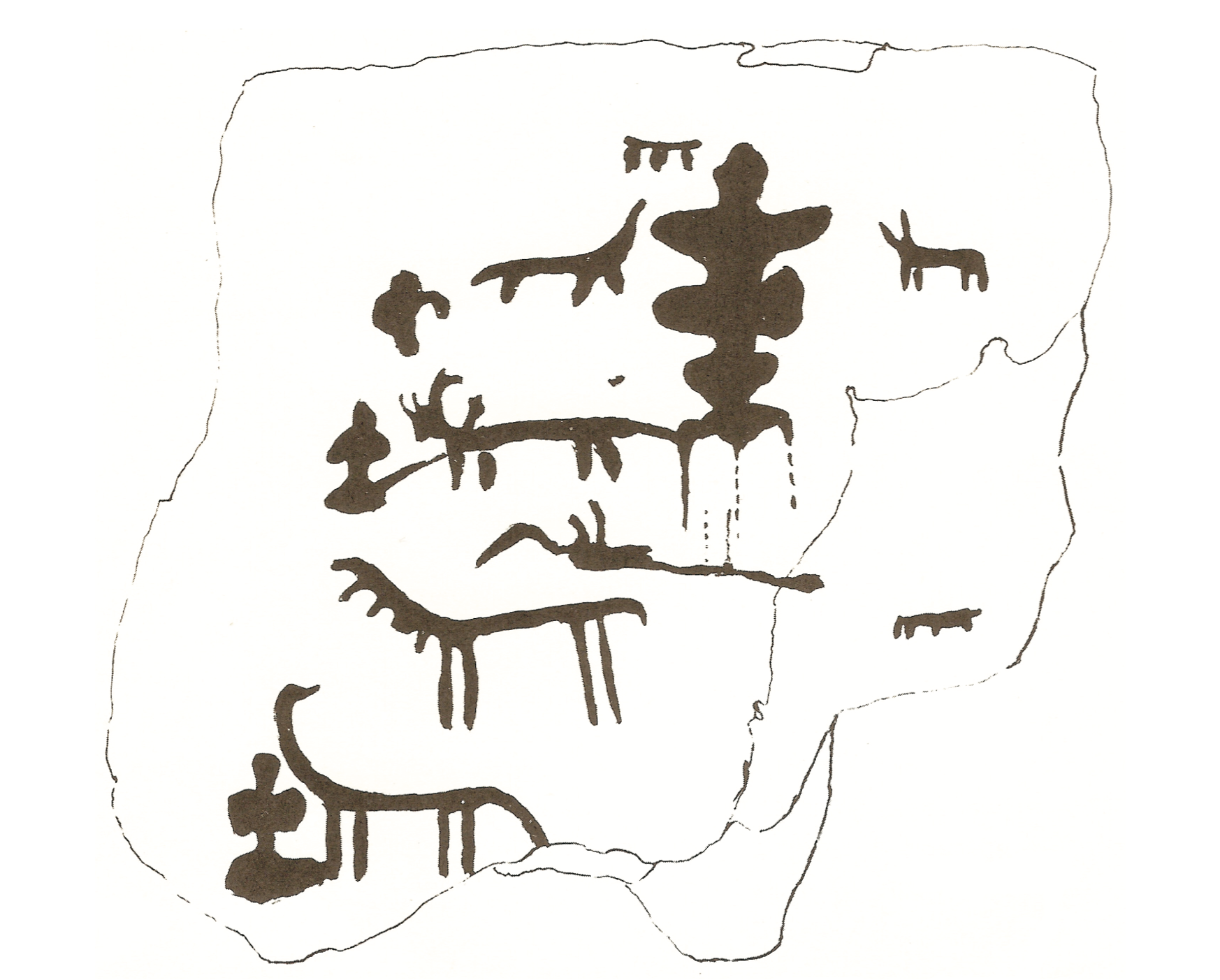
Disegno schematizzante le pitture, eseguito dallo stesso Ranaldi

Le evidenze pittoriche sono realizzate in ocra rossa, presenti in particolar modo in un rettangolo immaginario lungo in senso verticale 65 cm e largo 52 cm. Tuttavia su tutta la parete verticale sono presenti altre tracce, meno visibili a causa di processi di deterioramento. I motivi riscontrati sono principalmente antropomorfi e zoomorfi, questi ultimi sottintendono una fauna di tipo Olocenico, caratteristica di ambienti postglaciali, dove iniziano a diffondersi mammiferi di media taglia mentre scompaiono quelli di grossa taglia.
La colorazione dei motivi è rosso scuro, eppure in alcune parti si nota una pigmentazione più debole e sbiadita tale probabilmente a causa di un diverso processo di conservazione rispetto ai motivi che appaiono di colore più marcato.
Tutte le raffigurazioni presenti, seppur in alcune aree abbastanza distanziate tra loro, erano facenti parte di un unico grande pannello figurativo il quale, dopo processi di crollo e degradazione meteorica è andato disfacendosi. Sostenendo tale ipotesi è possibile immaginare l’antica presenza di altre tracce ad oggi non più visibili.
I pittogrammi del Riparo Ranaldi appartengono ad un unico stile simbolico-schematico, realizzati probabilmente con le dita. Questo stile figurativo si caratterizza da una semplificazione delle figure, ridotte alle loro linee fondamentali. I motivi sono ravvicinati ed in alcuni casi sovrapposti, si tratta della rappresentazione di antropomorfi e zoomorfi. I primi riprendono caratteristiche tipiche della figura umana seppure con una schematizzazione della resa anatomica: c’è la testa, gli arti superiori ed inferiori. I secondi vengono rappresentati di profilo con la parte anteriore rivolta a sinistra; sono tutti quadrupedi ed in alcuni casi presentano segmenti ramiformi o di tipo pettiniforme. Tali caratteristiche farebbero attribuire la raffigurazione a rappresentazione di cervidi poiché questi segmenti indicherebbero i loro palchi. Altri, che non presentano queste caratteristiche, potrebbero essere riferibili a canidi.
Diverse sono le interpretazioni di queste raffigurazioni date, nel corso degli anni, dagli studiosi che si sono occupati del sito. Di seguito verranno esposte le principali interpretazioni date in letteratura:
- Franco Biancofiore (1965) individua una scena di caccia dove domina l’ideologia dell’animale compresente alla raffigurazione umana. La composizione è dominata dalla grande figura umana posta in alto a destra. La scena rappresenterebbe la cattura di varie specie animali (bovidi, cervidi e canidi) forse utilizzate per l’addomesticamento. Suppone la frequentazione del riparo per scopi rituali;

- Ranaldi (1967;1986) individua una panoramica rappresentazione di una battuta di caccia (con uomini che tengono al laccio animali), il cui esito fortunato è assicurato dalla presenza di una divinità o stregone;

- Borzatti ed Inglis (1990) individuano la presenza di due momenti pittorici eseguiti in tempi diversi. Con individuazione di motivi zoomorfi, tutti cervidi, e motivi vegetali. Ipotizzano la rappresentazione di un bosco popolato da animali;

- Affuso (2012) suppone una raffigurazione con significati magico-religiosi. La figura iperantropica che campeggia in alto a destra rappresenterebbe la “Dea mater”;

- Arcà e Bozzarelli (2018) individuano motivi antropomorfi di sesso maschile la cui parte superiore e gli arti inferiori sono curvati verso il basso e motivi zoomorfi (5 cervidi) di stile schematico. La grande figura polilobata è caratterizzata da un cappello a tesa larga, sinonimo di significati legati a rituali cerimoniali;

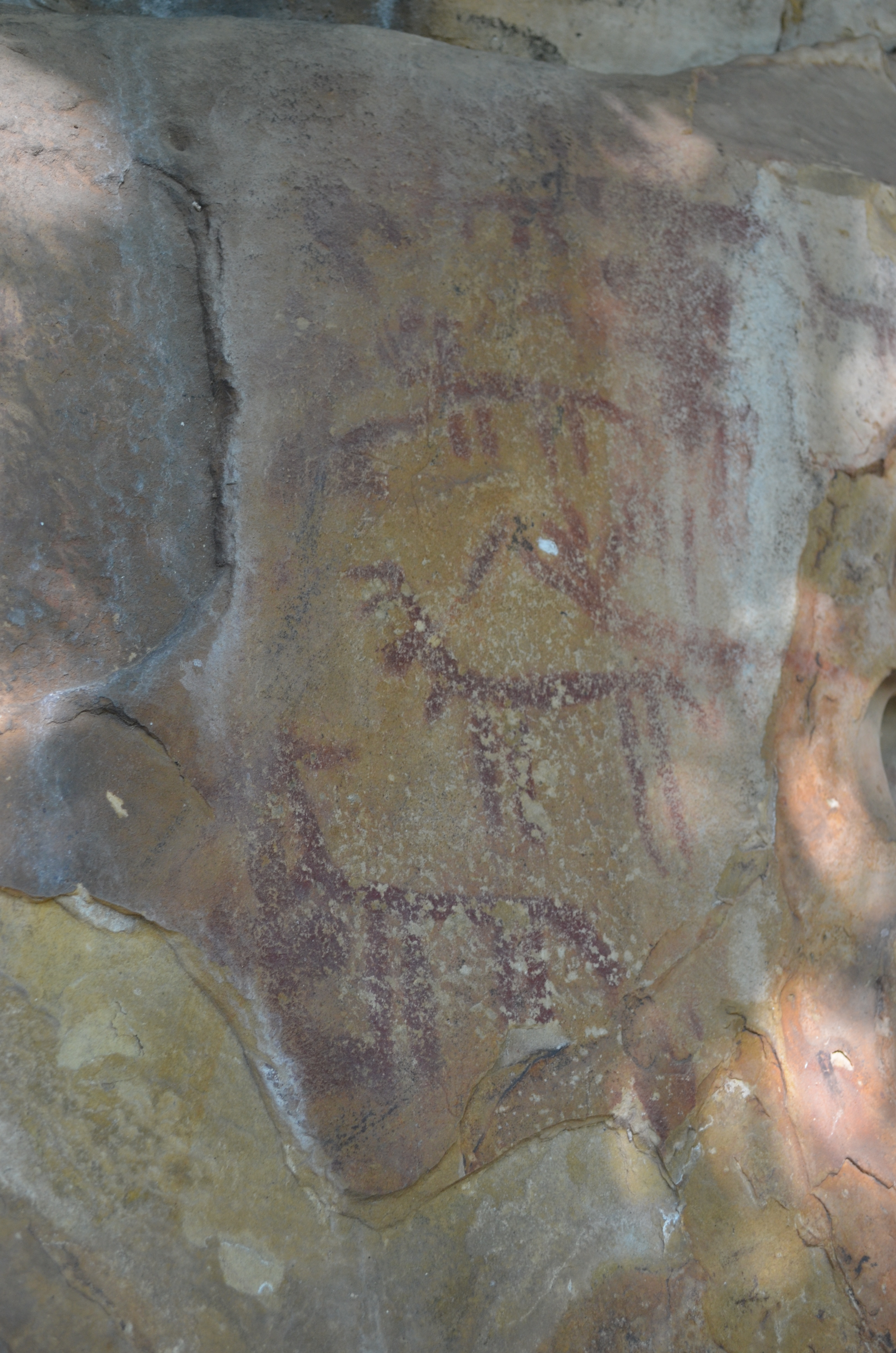
Dettaglio delle pitture rupestri del Riparo presenti lungo la parete rocciosa.

È da sottolineare come gli animali siano in numero maggiore in tutta la composizione questo perché l’aspetto socio-economico era incentrato prettamente su queste “materie prime” di sopravvivenza e pertanto messe in “evidenza” nella raffigurazione.

### Collocazione cronologica
A causa dell’assenza di datazioni assolute o altri elementi potenzialmente utili per una possibile collocazione cronologica dei motivi figurativi è abbastanza complesso riuscire a dare una precisa datazione alle evidenze artistiche del Riparo. 

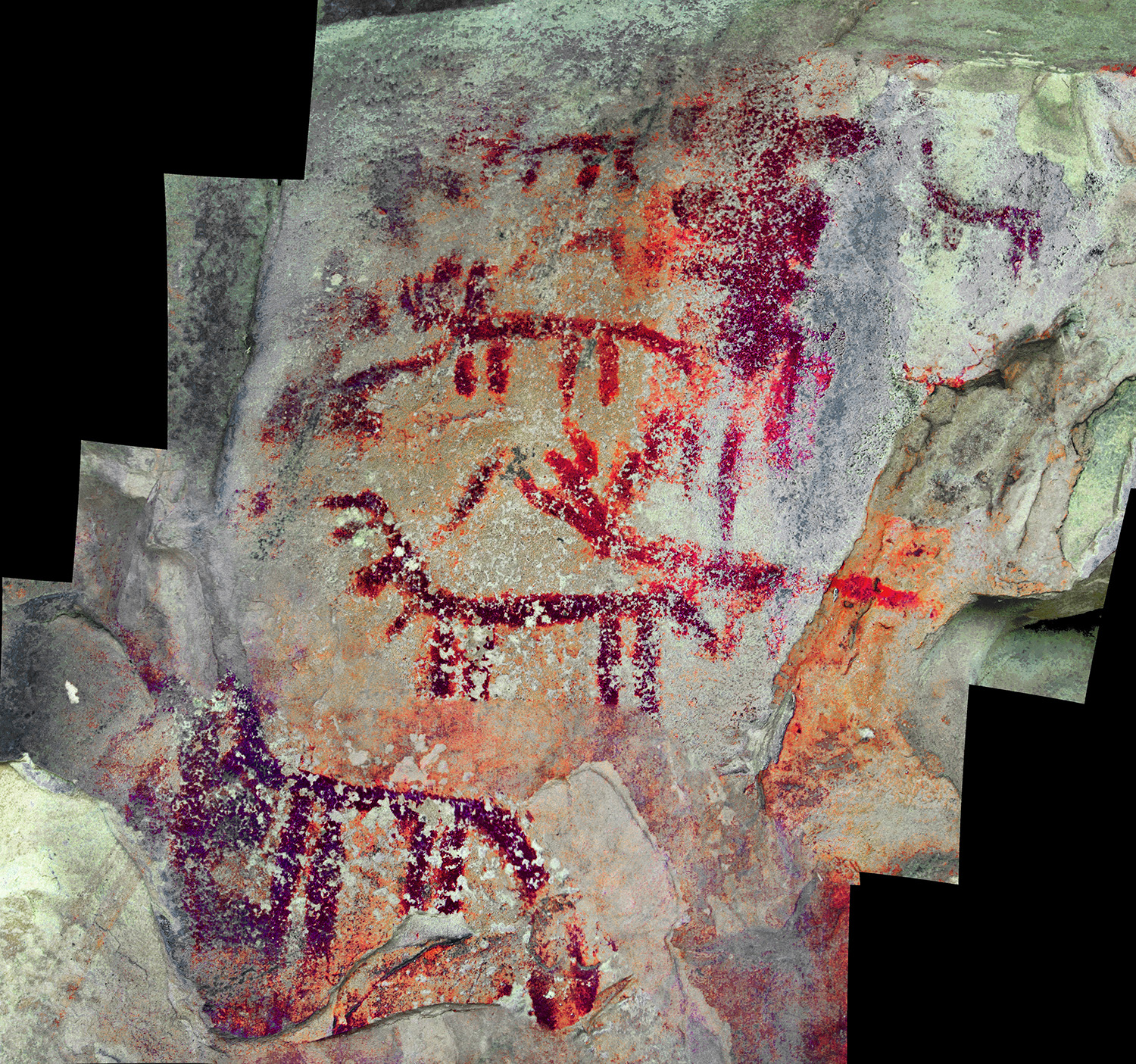
Riparo Ranaldi, fotomosaico ed esasperazione cromatica (foto AA)

L'attribuzione cronologica delle pitture rupestri del Riparo Ranaldi, in letteratura, segue due distinti percorsi: raffigurazione naturalistica mesolitica di un branco di cervi nel loro habitat da una parte e scena schematica di caccia neolitica, con persistenza di tradizioni più antiche, dall’altra. Per questo motivo sia nelle pubblicazioni archeologiche sia nella documentazione amministrativa le figure del Riparo vengono diversamente attribuite all’una o all’altra fase archeologica: Paleolitico-Mesolitico o Neolitico (che pare più probabile), con una significativa differenza di qualche millennio. Considerando i confronti con l'arte schematica della penisola iberica, è anche possibile ipotizzare che una parte delle figure, quelle antropomorfe, siano da attribuire all'età del rame.

## Le incisioni
Francesco Ranaldi scoprì anche delle incisioni su una roccia sovrastante il riparo. La roccia, di natura arenosa, ha la forma di un triangolo isoscele con base di 4,10m X 3,50m e uno spessore di 70 cm. Ranaldi ipotizzò che il masso, a causa di una fenditura intorno alla sua base, sia stato tolto dalla sua posizione eretta per cause naturali. La parte superiore risultava, al momento della scoperta, ricoperta di una spessa corteccia di muschi e licheni; la parte inferiore, invece, era rimasta interrata fino a poco tempo prima a causa di un dissotterramento da parte delle persone del luogo per costruire il tracciato di pietre per la raccolta di legna.
Su questa parete vi sono le incisioni: in alto a destra una figura umana alta 22 cm vista frontalmente, in corsa (gamba destra portata in avanti e leggermente piegata) e che impugna una lancia nel braccio sinistro. Con il destro scaglia altre lance contro due animali: cervidi, incisi di profilo. Alla loro destra, sfruttando un rilievo naturale, l'artista ha disegnato il dorso inarcato di un animale colpito e rivolto in avanti con le zampe. In basso a sinistra sono presenti una serie di incisioni di tipo curvilineo che non hanno un significato ben preciso e sono seguite da altre incisioni a forma di V rivolte verso il basso (forse si tratta di corna di cervidi). La figura umana è tracciata con unico solco e ha la caratteristica di avere la gamba destra lunga 4 cm in più della sinistra, forse per dare un'idea di movimento. I cervidi, 18 cm •15 cm e 21 cm • 22 cm, dominano la sezione centrale: sono incisi con un solo tratto profondo che delinea la parte superiore del dorso e le estremità posteriori; una seconda linea ne segna le corna, le estremità anteriori e le gambe e infine una terza ne determina il ventre. Il cervide di destra, ricavato da una sporgenza naturale, sembra proteso in avanti con il muso fino a toccare il muso dell'altro cervo; in entrambi non vi sono accenni agli elementi interni. Secondo Ranaldi esse risalgono al periodo finale del Paleolitico e non appartengono ad alcuna scuola o tradizione.
Uno studio recente del 2002 ha appurato che queste incisioni non sono riconducibili a mano umana ma riferibili a tracce di ichnofossili (invertebrati marini).

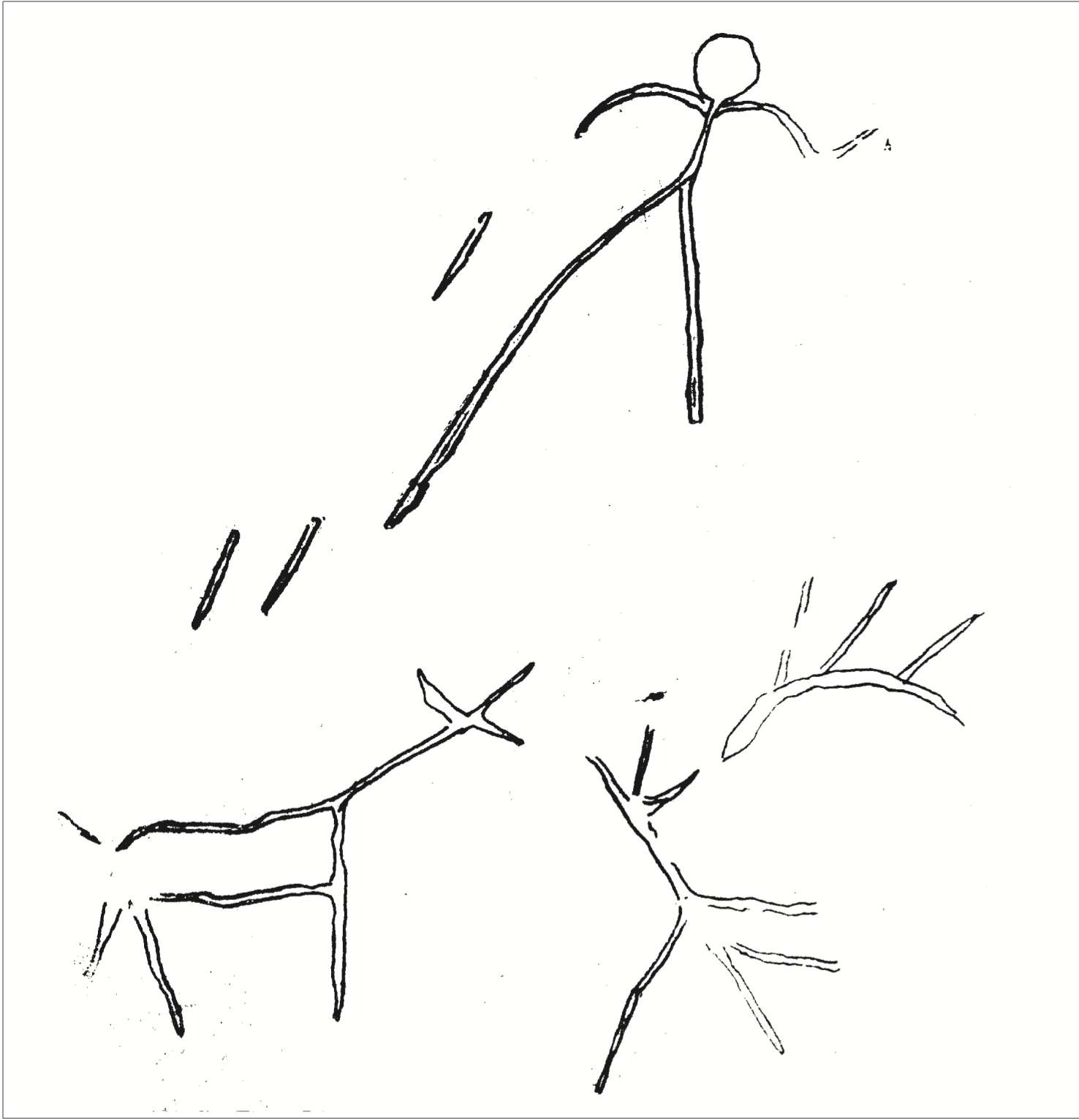
Disegno schematizzante le incisioni presenti, eseguito dallo stesso Ranaldi. In alto si può osservare la probabile figura umana ed in basso i cervidi.

### Massi di arenaria
Al di sotto del Riparo, all'interno del fitto bosco, Ranaldi documenta anche la presenza di un masso in arenaria di forma tendenzialmente piramidale, arrotondato nella parte superiore e con incisioni coperte da una patina grigia e chiazze di licheni e muschio.
La parte sud-ovest presenta al suo centro alcuni graffiti che, dopo essere stati ripuliti e analizzati, assumono la sembianza di un'incisione circolare (circa 70 cm di diametro) con alcune rientranze e interruzioni nelle parti di frattura della roccia. Il Ranaldi documenta anche un'incisione (circa 36 cm di larghezza) presentante linee e curve che associa a un'arte astratta più che simbolica, com'è invece quella delle tracce rupestri. Numerose sono le ipotesi sul significato dell'incisione, quelle più accreditate sono:
1. rappresentazione di un'ascia o un pugnale, il che rimanderebbe alla tradizione delle raffigurazioni "rupestri";
2. rappresentazione di una figura umana, che sembra essere la più plausibile.

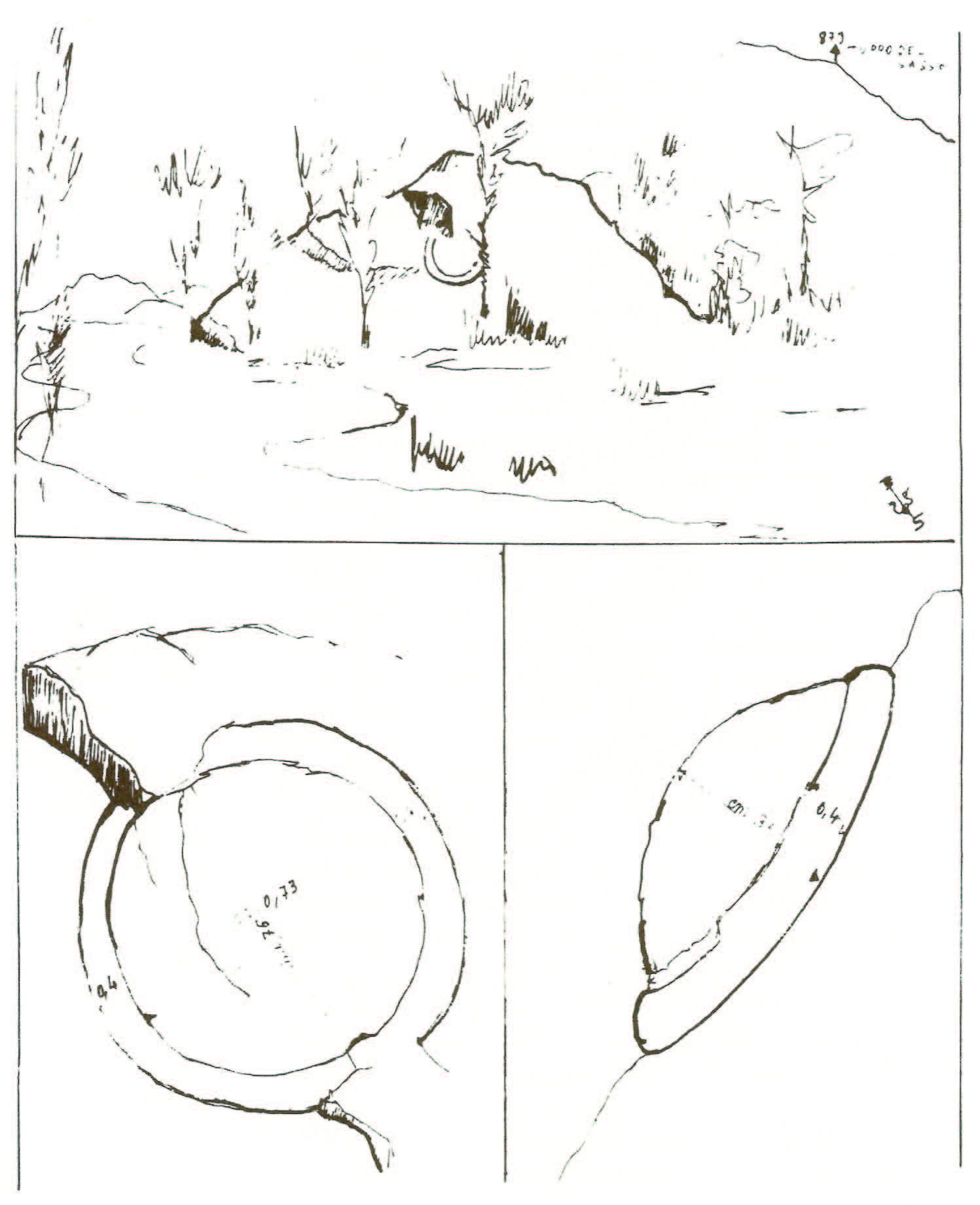
Disegno effettuato da Francesco Ranaldi del masso di arenaria con le incisioni.

Affidandoci all'ipotesi della figura umana, il collo e la testa vanno individuati nell'incisione raffigurante un rettangolo mentre le braccia vengono solamente accennate. In questo caso, il cerchio che si trova nelle immediate vicinanze della raffigurazione umana potrebbe essere associato a una capanna o a un recinto e le due linee parallele potrebbero voler raffigurare l'ingresso all'abitazione.

## Come raggiungere

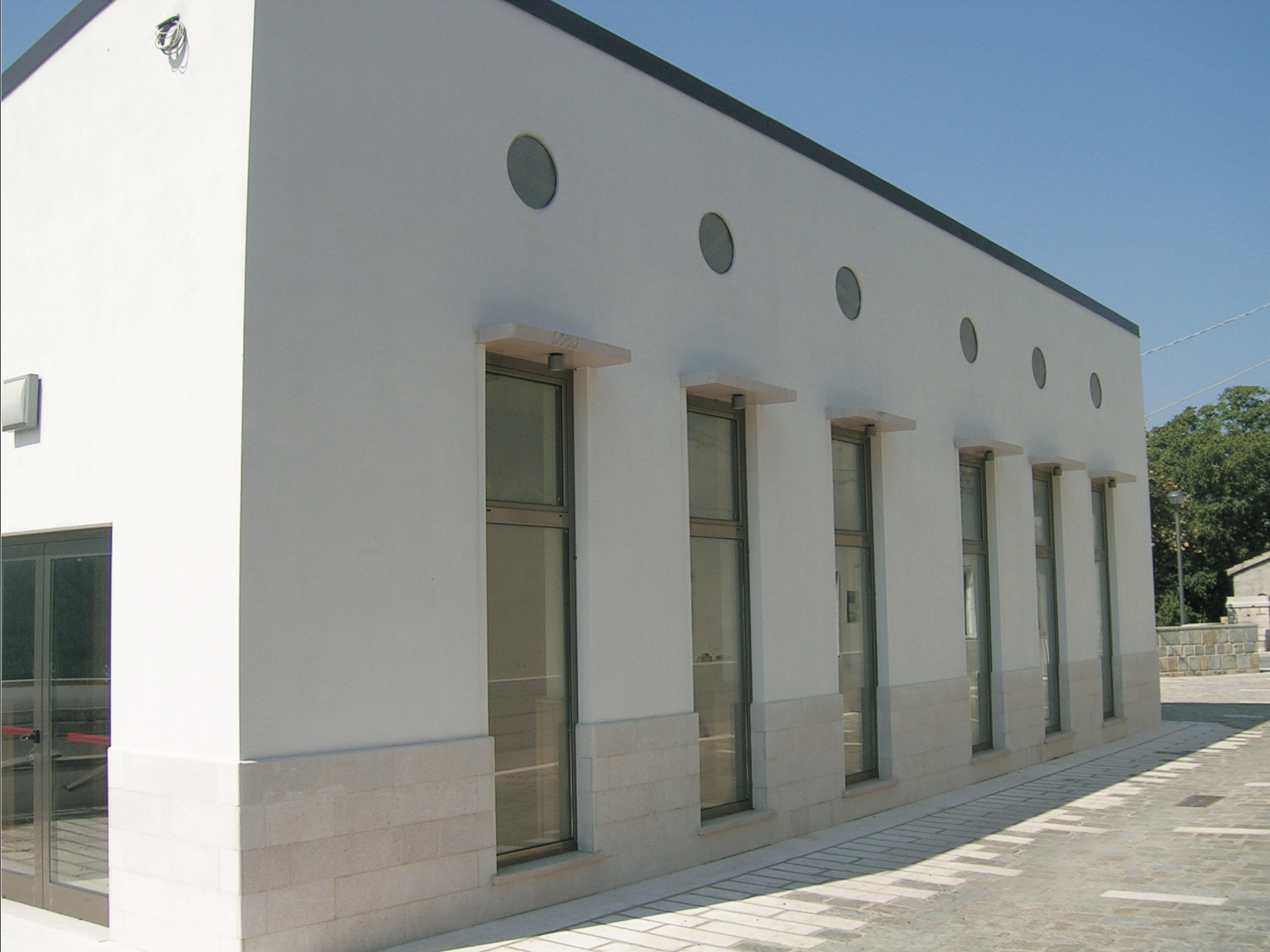
Museo multimediale in contrada Carpini

Il sito si colloca in contrada Carpini (comune di Filiano), è preceduto da un sentiero naturalistico e protetto da un cancello. Il percorso, dotato di passerelle, presenta dei cartelli illustranti le specie animali e vegetali presenti nella riserva “I Pisconi” in cui si colloca il riparo.
È possibile visitare il sito archeologico tramite prenotazione, il servizio di accompagnamento è gestito dal Comune di Filiano e dalla Protezione Civile. La fruizione della riserva Naturale è consentita solo a fini educativi, di studio, per compiti amministrativi e di vigilanza, secondo precise norme comportamentali (D.M., n.154, 17 giugno 1972). Nonostante tutto, e le protezioni legali supponenti ed inderogabili, l'area, unica nel suo genere, per quanto riguarda il suo patrimonio naturalistico, ambientale ed archeologico, rischia tuttora per pericolosi interventi che riguardano l'intento di una costruzione di una strada lungo il fondovalle boschivo del fiume bradano, non compatibile sia dal punto di vista legale che ambientale.

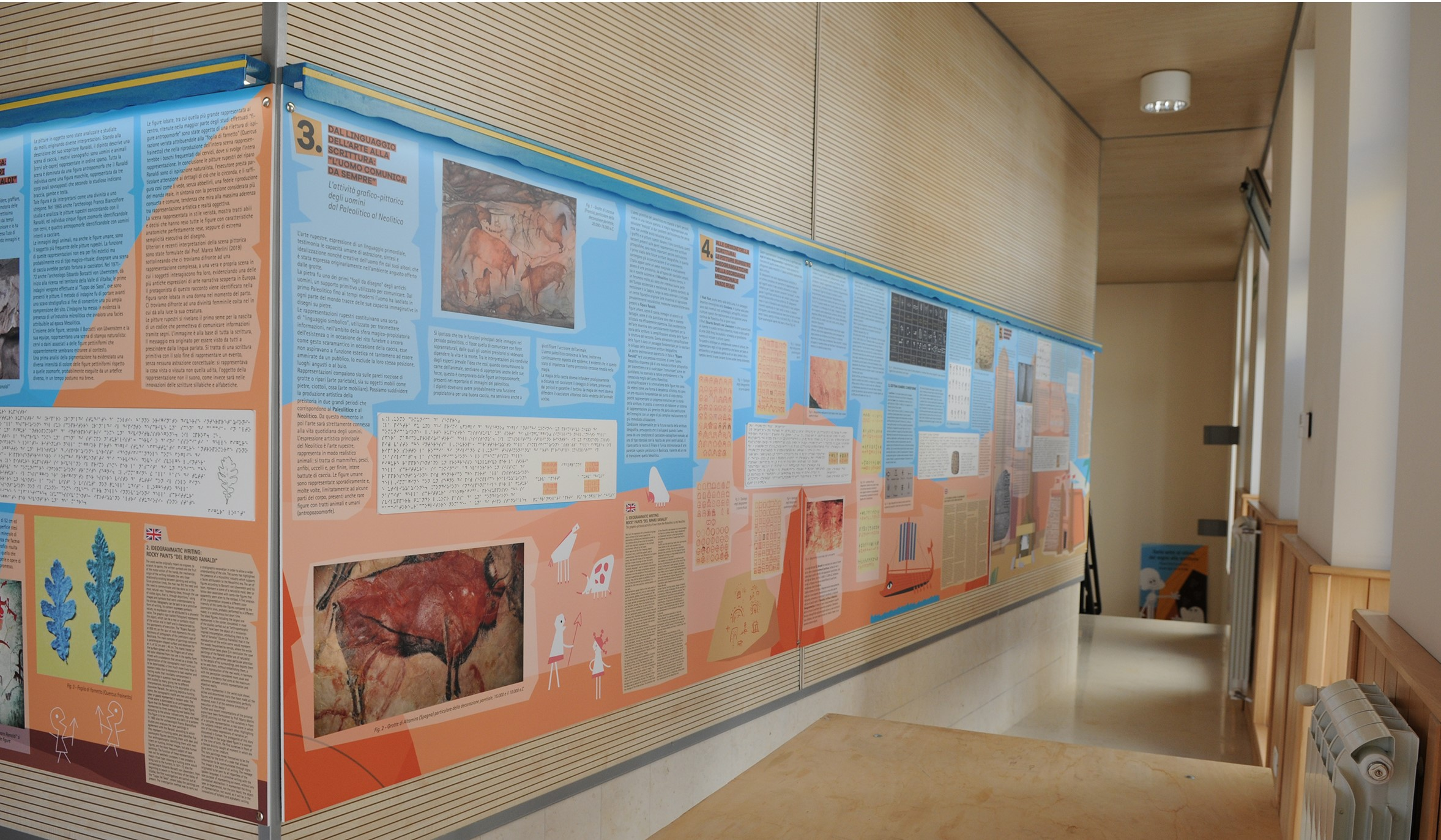
Foto degli interni del museo. Dettaglio dei pannelli espositivi.

Nell’agosto 2019 è stato inaugurato un museo multimediale “Dal segno alla scrittura, dalla selce al silicio” con lo scopo di divulgare la conoscenza del riparo e della riserva in cui si colloca.